# صعب كاردينال
صعب كاردينال (الاسم العلمي: Quelea cardinalis)، نوع من الصعب وفصيلة الحباك. يوجد في بوروندي وجمهورية الكونغو الديمقراطية وإثيوبيا وكينيا وملاوي ورواندا وجنوب السودان وتنزانيا وأوغندا وزامبيا.
موائلها الأراضي العشبية الحرجية، وعمومًا في المناطق الجافة. سُجلت على ارتفاعات 400-3000 م. وهو غير مهدد بسبب وفرة موائله وانتشارة الواسع.